# 葛翠琳
葛翠琳（1930年2月—2022年12月27日），笔名婴林、葛琳，女，河北乐亭人，中国儿童文学作家，全国优秀儿童文学奖获得者。曾任全国妇联执行委员，北京市政协第六、七届委员，北京作协第一、二、三届理事会理事，第四、五届理事会名誉理事。作品有散文《魂系何处》、《告别天安门》、《玫瑰的风骨》、《壮丽人生血与泪》、童话《野葡萄》、《幸运明星》、《鸟孩儿》、诗歌《我们的小队长》、剧本集《小淘气儿的决心》等。童话《野葡萄》、《翻筋斗的小木偶》、《会唱歌的画像》、《核桃山》先后获全国优秀儿童文学奖，散文《魂系何处》获北京市庆祝新中国成立45周年征文一等奖，由《野葡萄》改编的木偶片获1986年慕尼黑电视节青少年电视节目奖。